# Irimie Catargiu
Irimie Catargiu (* 21. Mai 1935 in Capu Codrului, Păltinoasa, Kreis Suceava) ist ein ehemaliger rumänischer Politiker der Rumänischen Kommunistischen Partei PCR (Partidul Comunist Român), der unter anderem zwischen 1988 und 1989 Minister für Bergbau war.

## Leben

### Bergbauingenieur und Bergwerksdirektor
Irimie Catargiu besuchte von 1949 bis 1953 die Mittelschule für Bergbautechnik in Vatra Dornei und war dort Mitglied des Komitees der Uniunea Tineretului Muncitor (UTM), der Jugendorganisation der Arbeiterpartei. Er nahm im Anschluss eine berufliche Tätigkeit im Bergwerk in Ghelari auf, in dem er bis 1958 als Meister, Sektionschef und Abteilungsleiter tätig war. 1957 wurde er Mitglied der Rumänischen Arbeiterpartei PMR (Partidul Muncitoresc Român). Er begann 1953 ein Studium an der Fakultät für Bergbau, Erdöl und Geologie am Institut für Bergbau in Petroșani, das er 1963 als Bergbau-Ingenieur abschloss. Während seines Studiums war er auch Mitglied des Organisationsbüros der Parteiorganisation an dieser Fakultät. Danach kehrte er an das Bergwerk in Ghelari zurück und war bis 1966 Leitender Ingenieur. Daneben war er zwischen 1963 und 1966 auch Mitglied des Parteikomitees, des Komitees der UTM sowie des Komitees der Gewerkschaften in diesem Bergwerk.
1966 wechselte Catargiu zum Bergwerk Leșu Ursului in Suceava und war dort Chefingenieur sowie zuletzt bis 1971 dessen Direktor. Im Anschluss war er von 1971 bis April 1974 stellvertretender Direktor sowie daraufhin zwischen April 1974 und dem 26. Oktober 1984 Direktor des Bergbau-Kombinats Suceava. Während dieser Zeit absolvierte er 1973 Fortbildungen für Führungskräfte in Wirtschaft und Staatsverwaltung an der Akademie für Sozial- und Politikwissenschaften ( Academia de Stiinte Sociale si Politice) „Ștefan Gheorghiu“ sowie an der Universität für Politik und Führung. 1974 wurde er Mitglied des Parteikomitees im Kreis Suceava sowie am 1. März 1974 Korrespondierendes Mitglied der Rumänischen Akademie (Academia Republicii Socialiste România).

### ZK-Mitglied, Minister und Abgeordneter
Auf dem Elften Parteitag der PCR (24. bis 27. November 1974) wurde er Kandidat des Zentralkomitees (ZK) der PCR und hatte diese Funktion bis zum Zwölften Parteitag der PCR (19. bis 23. November 1979) inne. Auf dem Zwölften Parteitag der PCR (19. bis 23. November 1979) wurde er Mitglied des Zentralkomitees (ZK) der PCR und hatte diese Funktion bis zum Zusammenbruch des Kommunismus im Zuge der Revolution am 22. Dezember 1989 inne.
Am 26. Oktober 1984 wechselte Irimie Catargiu in die Regierung und war bis zum 2. Juli 1986 Vize-Minister für Bergbau. Daneben wurde er 1985 Direktor des Instituts für Wärmekraftmaschinen in Bukarest sowie am 31. Dezember 1985 Mitglied des Nationalrates für Wissenschaft und Bildung. Er war zwischen dem 3. Juli 1986 und dem 17. Oktober 1987 Vize-Minister für Bergbau, Erdöl und Geologie sowie zugleich Leiter der Hauptabteilung Metallerze und Nicht-Metallerze dieses Ministeriums. Im Anschluss fungierte er vom 17. Oktober 1987 bis zum 24. November 1988 abermals als Vize-Minister für Bergbau.
Als Nachfolger von Marin Ștefanache übernahm Catargiu am 24. November 1988 im Kabinett Dăscălescu II schließlich selbst das Amt des Ministers für Bergbau (Ministrul minelor) und bekleidete dieses bis zum 22. Dezember 1989. Am 19. Februar 1989 wurde er darüber hinaus Mitglied der Großen Nationalversammlung (Marea Adunare Națională) und vertrat in dieser bis zum 22. Dezember 1989 den Wahlkreis Nr. 6 Petroșani. Für seine Verdienste wurde ihm der Orden der Arbeit Dritter und Zweiter Klasse (Ordinul Muncii) verliehen.
Auch nach dem Zusammenbruch des Kommunismus übernahm Irimie Catargiu verschiedene führende Positionen in Verwaltung und Wirtschaft. Er war unter anderem zwischen Januar und Juli 1990 Technischer Direktor im Bergbauministerium sowie danach von Juli 1990 bis Juli 1991 General Manager des rumänisch-chilenischen Joint Venture COEMIN. Im Anschluss kehrte er in den Regierungsdienst zurück und war zwischen August 1991 und Juni 1993 Leiter der Bergbau-Abteilung im Wirtschaftsministerium sowie danach von Juni 1993 bis September 1997 Technischer Direktor in der Nationalen Salz-Verwaltung (Regia Națională a Sării).
Von 2007 bis 2009 war Cataragiu stellvertretendes Mitglied der Arbeitgeberverbände des Beratenden Ausschusses für die soziale Sicherheit der Wanderarbeitnehmer für Rumänien.